# P702i
FOMA P702i(フォーマ・ピー なな まる にー アイ）は、パナソニック モバイルコミュニケーションズによって開発された、NTTドコモの第三世代携帯電話 (FOMA) 端末製品である。

## 概要
普及型FOMAの第3弾として発売されたものとなるP700i、P701iDの後継に当たる。ソフトウェアはP902iをベースに、「かんたんモード」を追加。また70xシリーズでは初めてプッシュトークに対応している。またSD-Audio(AAC)に対応し連続7時間再生が可能
ただしBluetoothに対応していないのでワイヤレス再生が出来ない。

## 歴史
- 2005年11月16日：電気通信端末機器審査協会 (JATE)通過
- 2005年11月16日：技術基準適合証明 (TELEC) 通過
- 2006年1月17日：SH702iD・N702iD・F702iD・D702iと同時にドコモよりプレスリリース
- 2006年2月24日：SH702iD・N702iD・F702iDと同時に発売開始

## 不具合
- 4月19日、NTTドコモがソフトウェアの欠陥により、P702iの電源を切った後、再び電源を入れようとすると電源が入らなくなることがあるという事象を確認・発表
  - 発表と同時に全国での販売を中止、問題の解決まで販売を見合わせる
  - 4月25日、対応として、既存ユーザーには改善品との取り換えで対応すると発表。同時に、欠陥品のデータのバックアップのためのダイレクトメールをユーザー宅に送付。（miniSDメモリーカード64MBが添付された)
  - 5月13日、ソフトウェアの欠陥を直した、改善品の販売を開始。